# Монтаньо, Андрес
Андрес Роберто Монтаньо Арройо (исп. Andres Roberto Montano Arroyo; 6 апреля 1990, Эсмеральдас, Эквадор) — эквадорский борец греко-римского стиля (ранее и вольного стиля), участник Олимпийских игр 2016 года в Рио-де-Жанейро.

## Карьера
В марте 2016 года в американском городе Фриско на Панамериканском квалификационном олимпийском турнире завоевал лицензию на игры в Рио-де-Жанейро. В августе 2016 года он принял участие на Олимпиаде, где на стадии 1/8 финала он уступил китайцу Ван Луминю.
В 2022 году Монтаньо выиграл золотую медаль на Боливарианских играх, которые проходили в колумбийском Вальедупаре.
В середине февраля 2024 года Монтаньо, уступив в финале американцу Алехандро Санчо, завоевал серебряную медаль на чемпионате Панамерики, которые проходил в Акапулько (Мексика). Несколько дней спустя на Панамериканском квалификационном олимпийском турнире, проходившем там же в Акапулько, он получил лицензию для Эквадора на летние Олимпийские игры 2024 года, которые пройдут в Париже (Франция).

## Достижения
- Чемпионат Южной Америки по борьбе 2009 (вольная) — ;
- Чемпионат Южной Америки по борьбе 2009 — ;
- Боливарианские игры 2009 — ;
- Южноамериканские игры 2010 — ;
- Чемпионат Южной Америки по борьбе 2011 (вольная) — ;
- Чемпионат Южной Америки по борьбе 2011 — ;
- Панамериканский чемпионат по борьбе 2012 — ;
- Южноамериканские игры 2012 — ;
- Боливарианские игры 2013 — ;
- Южноамериканские игры 2014 — ;
- Панамериканские игры 2015 — ;
- Олимпийские игры 2016 — 17;
- Панамериканский чемпионат по борьбе 2017 — ;
- Панамериканский чемпионат по борьбе 2018 — ;
- Южноамериканские игры 2018 — ;
- Панамериканский чемпионат по борьбе 2019 — ;
- Панамериканские игры 2019 — ;
- Панамериканский чемпионат по борьбе 2021 — ;
- Панамериканский чемпионат по борьбе 2023 — ;
- Панамериканские игры 2023 — ;
- Панамериканский чемпионат по борьбе 2024 — ;